# Prunières (Isère)
Pour les articles homonymes, voir Prunières.
Prunières est une commune française située dans le département de l'Isère en région Auvergne-Rhône-Alpes.
Ses habitants sont appelés les Pruniérans.

## Géographie

### Situation et description
La commune de Prunières, village à l'aspect essentiellement rural, est située à 3 km de La Mure, sur la route des corniches du Drac qui conduit vers le lac de Monteynard.

### Communes limitrophes
La commune de Prunières compte six communes limitrophes
| La Motte-Saint-Martin | La Motte-d'Aveillans | Susville |
| Saint-Arey            | Prunières            | La Mure  |
|                       | Cognet               |          |

### Climat
Pour des articles plus généraux, voir Climat d'Auvergne-Rhône-Alpes et Climat de l'Isère.
En 2010, le climat de la commune est de type climat des marges montargnardes, selon une étude du Centre national de la recherche scientifique s'appuyant sur une série de données couvrant la période 1971-2000. En 2020, Météo-France publie une typologie des climats de la France métropolitaine dans laquelle la commune est exposée à un climat de montagne ou de marges de montagne et est dans la région climatique  Alpes du sud, caractérisée par une pluviométrie annuelle de 850 à 1 000 mm, minimale en été. 
Pour la période 1971-2000, la température annuelle moyenne est de 9,3 °C, avec une amplitude thermique annuelle de 17,6 °C. Le cumul annuel moyen de précipitations est de 1 078 mm, avec 8,7 jours de précipitations en janvier et 6,2 jours en juillet. Pour la période 1991-2020, la température moyenne annuelle observée sur la station météorologique de Météo-France la plus proche, « La Mure-radome », sur la commune de La Mure à 2 km à vol d'oiseau, est de 8,5 °C et le cumul annuel moyen de précipitations est de 948,6 mm,. Pour l'avenir, les paramètres climatiques de la commune estimés pour 2050 selon différents scénarios d'émission de gaz à effet de serre sont consultables sur un site dédié publié par Météo-France en novembre 2022.

### Hydrographie
Le petit ruisseau de la Jonche, affluent du Drac, borde le territoire de la commune, le séparant du territoire de La Mure.

### Voies de communication
La comme est située hors des grands axes de circulation.

## Urbanisme

### Typologie
Au 1er janvier 2024, Prunières est catégorisée commune rurale à habitat dispersé, selon la nouvelle grille communale de densité à sept niveaux définie par l'Insee en 2022.
Elle est située hors unité urbaine. Par ailleurs la commune fait partie de l'aire d'attraction de Grenoble, dont elle est une commune de la couronne,. Cette aire, qui regroupe 204 communes, est catégorisée dans les aires de 700 000 habitants ou plus (hors Paris),.

### Occupation des sols
L'occupation des sols de la commune, telle qu'elle ressort de la base de données européenne d’occupation biophysique des sols Corine Land Cover (CLC), est marquée par l'importance des forêts et milieux semi-naturels (71,4 % en 2018), en diminution par rapport à 1990 (77,6 %). La répartition détaillée en 2018 est la suivante : 
forêts (52,9 %), prairies (21,4 %), milieux à végétation arbustive et/ou herbacée (18,6 %), zones urbanisées (4,1 %), zones agricoles hétérogènes (3,1 %). L'évolution de l’occupation des sols de la commune et de ses infrastructures peut être observée sur les différentes représentations cartographiques du territoire : la carte de Cassini (XVIIIe siècle), la carte d'état-major (1820-1866) et les cartes ou photos aériennes de l'IGN pour la période actuelle (1950 à aujourd'hui).

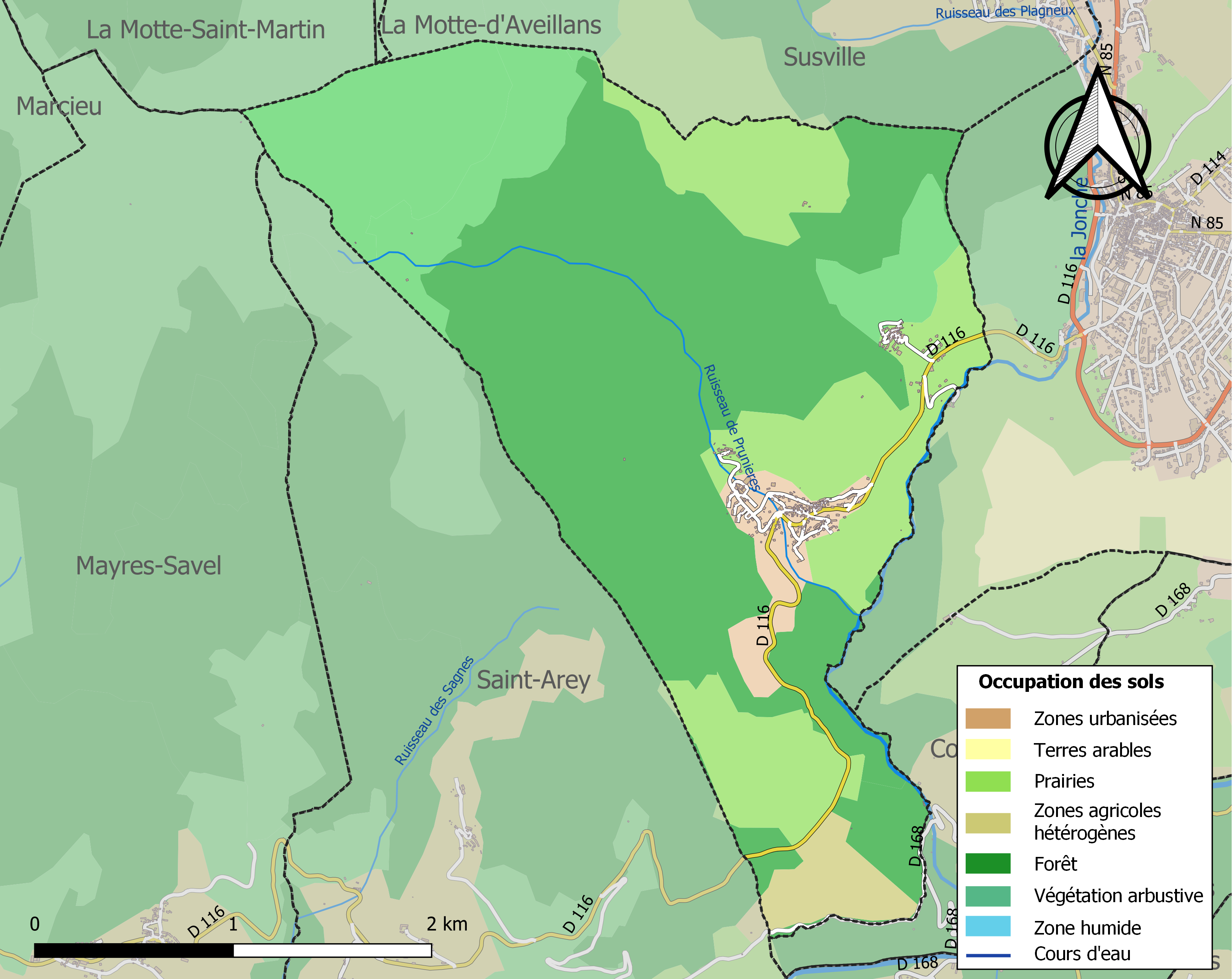
Carte des infrastructures et de l'occupation des sols de la commune en 2018 (CLC).

### Risques naturels et technologiques

#### Risques sismiques
L'ensemble du territoire de la commune de Prunièrex est situé en zone de sismicité no 3 dite « modérée » (sur une échelle de 1 à 5), comme la plupart des communes de son secteur géographique. Il se situe cependant non loin de la limite d'une zone sismique classifiée de « moyenne », située plus au nord.
| Type de zone | Niveau            | Définitions (bâtiment à risque normal) |
| ------------ | ----------------- | -------------------------------------- |
| Zone 3       | Sismicité modérée | accélération = 1,1 m/s2                |

## Politique et administration

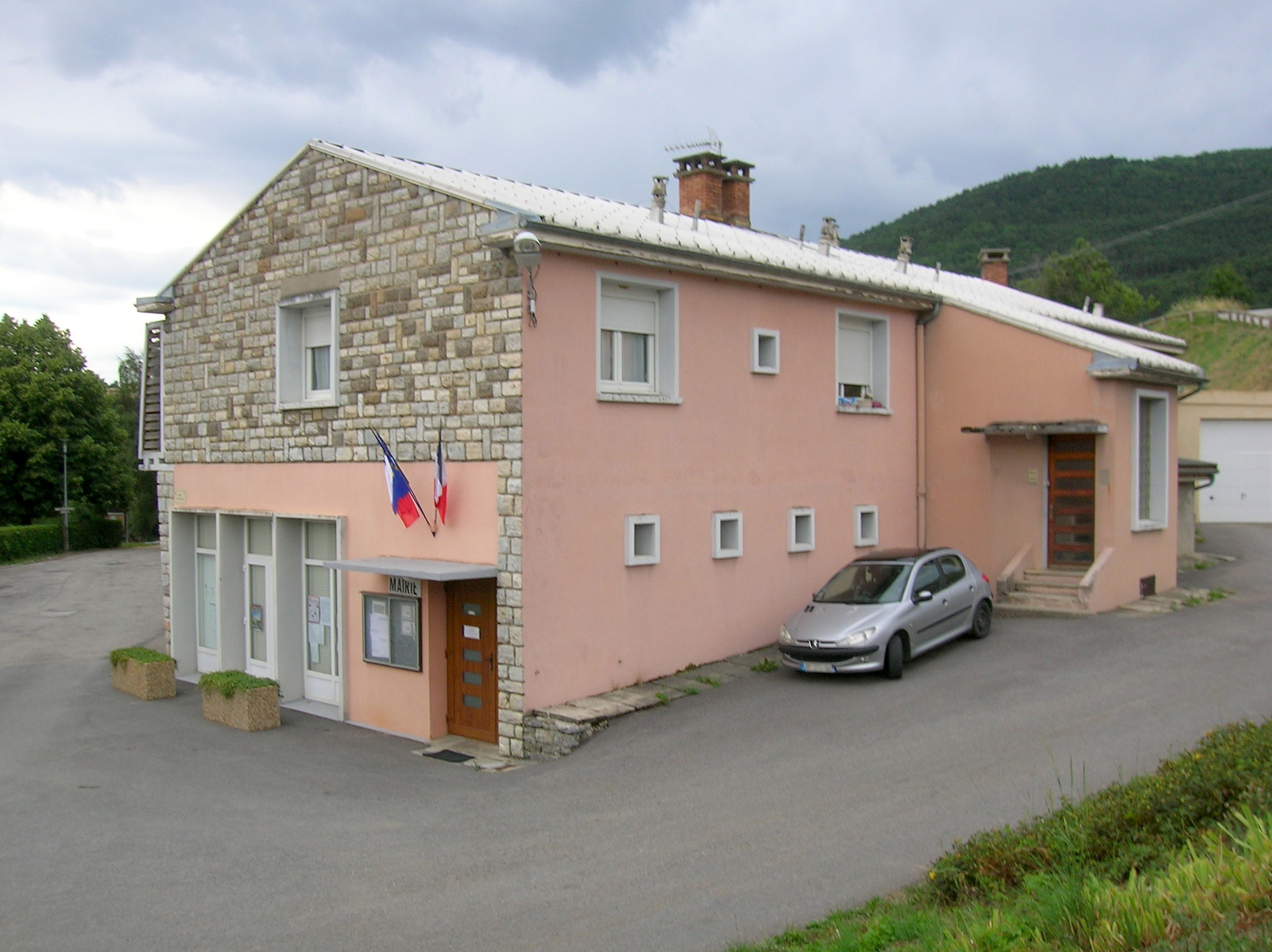
La mairie.

### Liste des maires
| Période                                  | Période  | Identité      | Étiquette | Qualité                    |
| ---------------------------------------- | -------- | ------------- | --------- | -------------------------- |
| mars 2001                                | En cours | Michel Toscan | DVG       | Retraité Fonction publique |
| Les données manquantes sont à compléter. |          |               |           |                            |

### Jumelages
La commune n'est jumelée avec aucune autre commune.

## Population et société

### Démographie
L'évolution du nombre d'habitants est connue à travers les recensements de la population effectués dans la commune depuis 1793. Pour les communes de moins de 10 000 habitants, une enquête de recensement portant sur toute la population est réalisée tous les cinq ans, les populations de référence des années intermédiaires étant quant à elles estimées par interpolation ou extrapolation. Pour la commune, le premier recensement exhaustif entrant dans le cadre du nouveau dispositif a été réalisé en 2005.

En 2022, la commune comptait 378 habitants, en évolution de +5 % par rapport à 2016 (Isère : +3,07 %, France hors Mayotte : +2,11 %).
| 1793 | 1800 | 1806 | 1821 | 1831 | 1836 | 1841 | 1846 | 1851 |
| ---- | ---- | ---- | ---- | ---- | ---- | ---- | ---- | ---- |
| 323  | 325  | 296  | 308  | 376  | 364  | 345  | 345  | 293  |

| 1856 | 1861 | 1866 | 1872 | 1876 | 1881 | 1886 | 1891 | 1896 |
| ---- | ---- | ---- | ---- | ---- | ---- | ---- | ---- | ---- |
| 310  | 337  | 316  | 292  | 312  | 307  | 293  | 275  | 267  |

| 1901 | 1906 | 1911 | 1921 | 1926 | 1931 | 1936 | 1946 | 1954 |
| ---- | ---- | ---- | ---- | ---- | ---- | ---- | ---- | ---- |
| 236  | 249  | 235  | 232  | 220  | 237  | 223  | 294  | 374  |

| 1962 | 1968 | 1975 | 1982 | 1990 | 1999 | 2005 | 2006 | 2010 |
| ---- | ---- | ---- | ---- | ---- | ---- | ---- | ---- | ---- |
| 348  | 331  | 268  | 263  | 299  | 312  | 351  | 373  | 376  |

| 2015 | 2020 | 2022 | - | - | - | - | - | - |
| ---- | ---- | ---- | - | - | - | - | - | - |
| 365  | 373  | 378  | - | - | - | - | - | - |

### Enseignement
La commune est rattachée à l'académie de Grenoble.

### Médias
Historiquement, le quotidien régional Le Dauphiné libéré consacre, chaque jour, y compris le dimanche, dans son édition de Romanche et Oisans, un ou plusieurs articles à l'actualité de la communauté de communes, de son canton, ainsi que des informations sur les éventuelles manifestations locales.
La commune est située sur l'aire de diffusion de radio Ici Isère, une radio publique qui émet sur tout le territoire du département de l'Isère.

### Cultes
L'église (propriété de la commune) et la communauté catholique de Percy dépendent de la paroisse Saint Pierre-Julien Eymard, elle-même rattachée au diocèse de Grenoble-Vienne.

## Culture et patrimoine

### Patrimoine civil
- Puits des Rioux : le puits des Rioux s'élève sur la commune de Prunières. Creusé en 1942 jusqu'à 400 m de profondeur, il s'appelait alors « puits Henri de Renéville » en souvenir d'un des derniers propriétaires. En 1946, l'exploitation de l'anthracite est centralisée autour du bassin du Villaret de Susville. Un réseau de galeries est alors aménagé en sous-sol, desservi au nord et au sud par le puits du Villaret et celui des Rioux à Prunières. Malgré sa fermeture en 1986, le chevalement de mine ainsi que la salle des machines conservés sur le puits des Rioux témoignent de cette activité qui a marqué profondément l'identité de la Matheysine tout entière. Deux catastrophes majeures se sont produites sur le site : 8 morts le 16 janvier 1946 et autant le 4 mai 1971. Le site minier des Rioux a été labellisé Patrimoine en Isère[20].

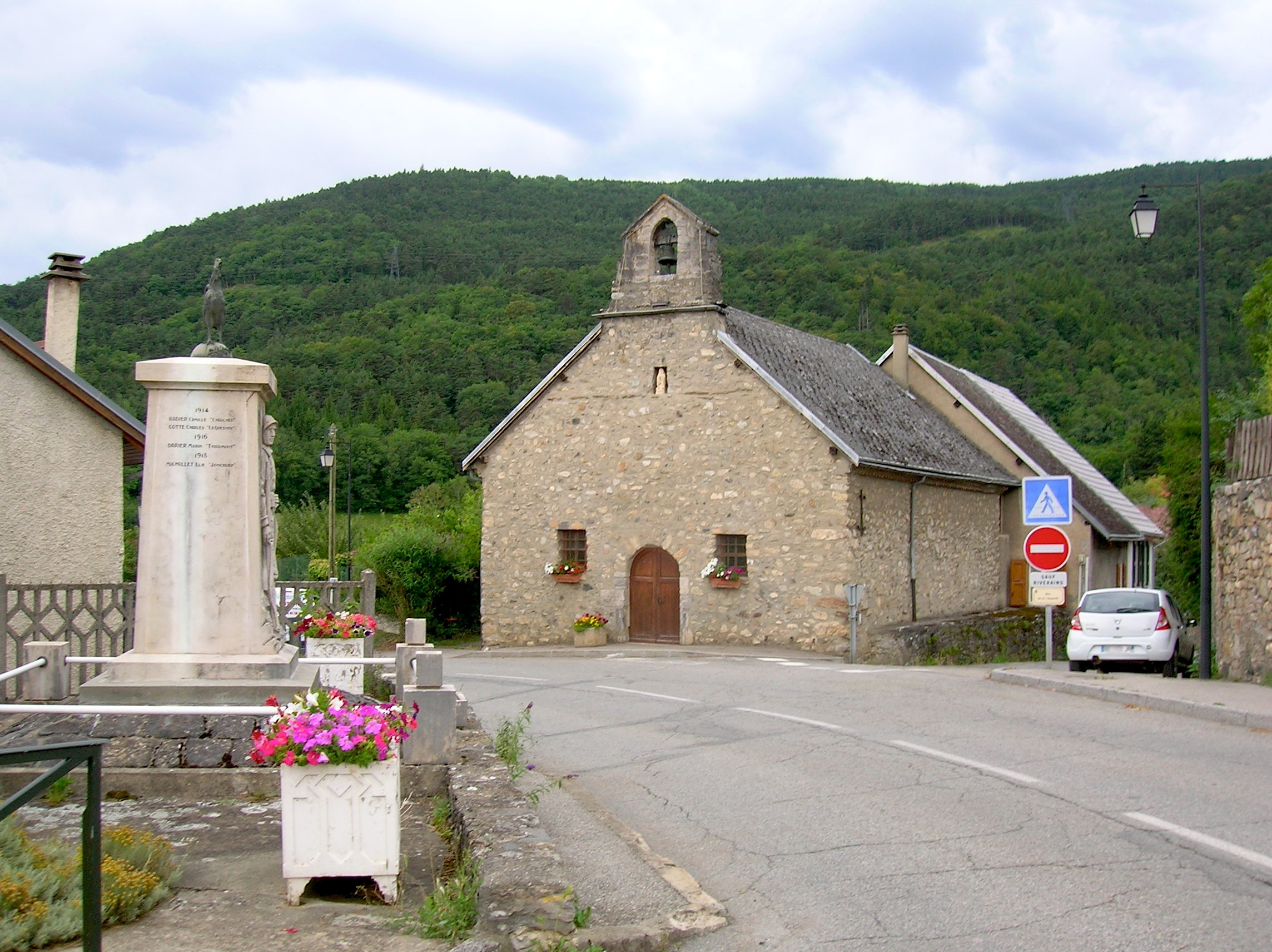
L'église et le monument aux morts.
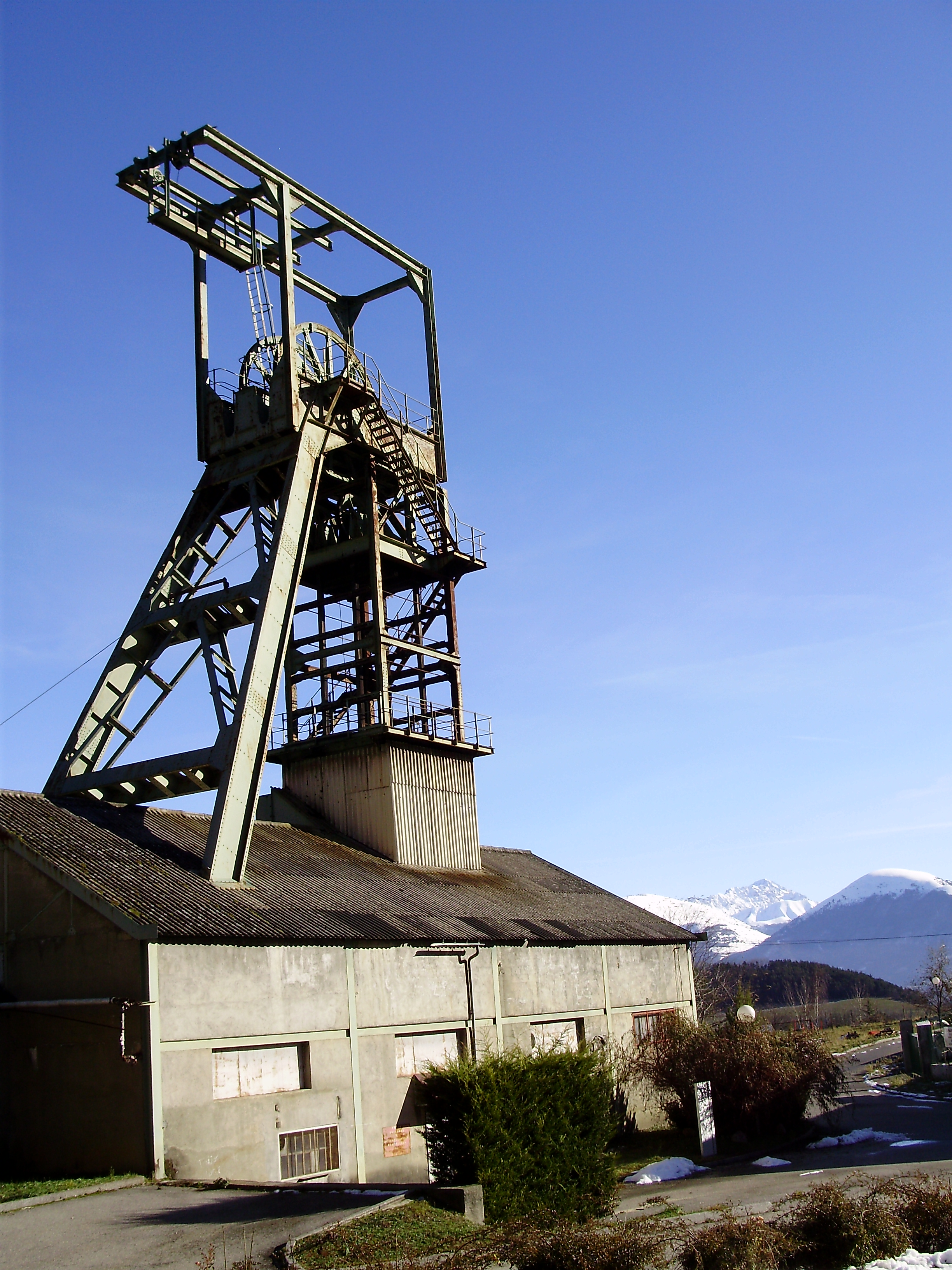
Chevalement des Rioux.

### Héraldique
|  | Prunières (Isère) possède des armoiries dont l'origine et le blasonnement exact ne sont pas disponibles. |